# Светозар Георгиев
Светозар Георгиев Новев (изписване до 1945 година: Свѣтозаръ Георгиевъ Новевъ) е български революционер, деец на Вътрешната македоно-одринска революционна организация.

## Биография
Светозар Георгиев е роден през 1882 година в кичевското село Вранещица, тогава в Османската империя. Присъединява се към ВМОРО като куриер на селските чети на Методи Стойков и Трайко Ковачев. Участва като четник в Илинденското въстание. По-късно емигрира в България.